# رونالد الن هریس
رونالد الن هریس (انگلیسی: Ronald Allen Harris; ۸ فوریهٔ ۱۹۴۷ – ۳۱ دسامبر ۱۹۸۰) بوکسور اهل ایالات متحده آمریکا بود.